# Albia
Albia es una ciudad situada en el condado de Monroe, Estado de Iowa, Estados Unidos, del cual es además su capital. Según el censo de 2010 tenía una población de 3.766 habitantes.

## Geografía
Según la Oficina del Censo de los Estados Unidos, la localidad tiene un área total de 8,25 km², la totalidad de los cuales 8,25 km² corresponden a tierra firme.

## Demografía
Según el censo de 2010, había 3.766 personas residiendo en la localidad. La densidad de población era de 456,48 hab./km². Había 1.763 viviendas con una densidad media de 213,7 viviendas/km². El 97,45% de los habitantes eran blancos, el 0,32% afroamericanos, el 0,21% amerindios, el 0,32% asiáticos, el 0,4% de otras razas, y el 1,3% pertenecía a dos o más razas. El 1,91% de la población eran hispanos o latinos de cualquier raza.
Según el censo de 2000, de los 1.531 hogares, en el 29,8% había menores de 18 años, el 46,8% pertenecía a parejas casadas, el 11,5% tenía a una mujer como cabeza de familia, y el 38,4% no eran familias. El 33,9% de los hogares estaba compuesto por un único individuo, y el 19,2% pertenecía a alguien mayor de 65 años viviendo solo. El tamaño promedio de los hogares era de 2,31 personas, y el de las familias de 2,97.
La población estaba distribuida en un 25,1% de habitantes menores de 18 años, un 7,9% entre 18 y 24 años, un 24,2% de 25 a 44, un 19,8% de 45 a 64, y un 22,9% de 65 años o mayores. La media de edad era 39 años. Por cada 100 mujeres había 85,5 hombres. Por cada 100 mujeres de 18 años o más, había 80,5 hombres.
Los ingresos medios por hogar en la localidad eran de 31,728 dólares ($), y los ingresos medios por familia eran 41.607 $. Los hombres tenían unos ingresos medios de 33.025 $ frente a los 20.933 $ para las mujeres. La renta per cápita para la ciudad era de 16.843 $. El 9,2% de la población y el 4,3% de las familias estaban por debajo del umbral de pobreza. El 10,1% de los menores de 18 años y el 4,7% de los habitantes de 65 años o más vivían por debajo del umbral de pobreza.